# Mala Klisa
Mala Klisa  falu Horvátországban Belovár-Bilogora megyében. Közigazgatásilag Đulovachoz tartozik.

## Fekvése
Belovártól légvonalban 53, közúton 70 km-re délkeletre, Daruvár központjától légvonalban 22, közúton 28 km-re északkeletre, községközpontjától légvonalban 5, közúton 6 km-re északkeletre, Nyugat-Szlavóniában, a Bilo-hegység déli, Smrečak nevű részén fekszik. A 34-es számú főútról leágazó mellékúton közelíthető meg. Mindössze néhány elszórt épületből áll.

## Története
1948-ban lett önálló település Klisa északi határrészéből. 1991-től a független Horvátország része. 1991-ben lakosságának 86%-a szerb, 16%-a horvát nemzetiségű volt. A kihalófélben levő falunak 2011-ben mindössze 2 lakosa volt.

## Lakossága
| Lakosság változása | Lakosság változása | Lakosság változása | Lakosság változása | Lakosság változása | Lakosság változása | Lakosság változása | Lakosság változása | Lakosság változása | Lakosság változása | Lakosság változása | Lakosság változása | Lakosság változása | Lakosság változása | Lakosság változása | Lakosság változása |
| ------------------ | ------------------ | ------------------ | ------------------ | ------------------ | ------------------ | ------------------ | ------------------ | ------------------ | ------------------ | ------------------ | ------------------ | ------------------ | ------------------ | ------------------ | ------------------ |
| 1857               | 1869               | 1880               | 1890               | 1900               | 1910               | 1921               | 1931               | 1948               | 1953               | 1961               | 1971               | 1981               | 1991               | 2001               | 2011               |
| 0                  | 0                  | 0                  | 0                  | 0                  | 0                  | 0                  | 0                  | 26                 | 87                 | 81                 | 66                 | 37                 | 36                 | 5                  | 2                  |